# アライアント・コンピュータ
アライアント・コンピュータ (Alliant Computer Systems) は、並列コンピューティングに基づくコンピュータを設計製造した企業である。ピラミッド・テクノロジーやシークエント・コンピュータと同様、アライアントのマシンは対称型マルチプロセッサ市場を開拓した。その市場では最も成功した企業であり、倒産までに650システムを製造販売した。

## 歴史
アライアントは、クレイコンピュータ社や他のハイエンドのベンダーよりも小型の科学技術計算用コンピュータを提供することを目的として、データフロー・システムズの名称で1982年5月設立された。
アライアントの最初のマシンは、1985年 FXシリーズとしてリリースされた。FXシリーズは Computational Element （CE、計算要素）とよばれるものをいくつか備えている。CEにはWeitek 1064/1065 FPUと周辺チップを使ったベクタープロセッサが内蔵されている。これにMC68010（後にMC68020）と4Mバイトのローカルメモリを備えた Interactive Processor （IP、対話プロセッサ）を加え、全体をクロスバースイッチで接続している。多くの初期のマルチプロセッサシステムのように、FXシリーズでは IP 上でBSD系UNIX Concentrix が動作した。システムは内蔵する CE の個数で名称が決められており、FX/1、FX/4、FX/8がある。アライアントのマシンは非常に小さく、FX/1 は大き目のPC程度、FX/8 はVAX 11/750よりも小さく大型コピー機程度だった。FX/1 は約 2.5MIPS(VAX 11/780を 1MIPSとした場合)で、FX/8はその約5倍の性能である。
1988年に登場した第2世代のFXシリーズは CEを Advanced Computational Element （ACE、高度計算要素）として知られる新たなハードウェアと置換したものである。Weitek の FPU の代わりに Bipolar Integrated Technology 社の浮動小数点ユニットを使い、ベクタープロセッサとしては 32個 の 64ビットベクター要素を持ち、8本の64ビットスカラー浮動小数点レジスタと8本の32ビット整数レジスタを持つように設計し直された。この新しいベクタープロセッサでは性能が向上し、ACEの回路基板も小型化された。これは FX/40、FX/80、VFX というマシンで使われた。
1990年にリリースされたFX/2800シリーズは、Intel i860 RISCチップで従来のCE/ACEとIPモジュールを置換した。i860 は初期のスーパースケーラ CPUであり、プログラマがパイプラインを直接操作できる。注意深くコーディングした i860 は非常に高速であり、スーパーコンピュータ用アプリケーションには最適であった。FX/2800には Super Computational Element (SCE) または、Super Interactive Processor (SIP) のためのスロットが8つ用意されクロスバーで接続されていた。またメモリスロットが16個用意され同じくクロスバー接続されていた。Super Computational Element (SCE) は最大4個の i860 を搭載し、それらを最大 7枚。最大構成の FX/2800 には 28個の i860 が搭載される。Super Interactive Processor (SIP) にはi860が1つ搭載され、主にOSの管理やIO処理を行なっていた。後にTurbo SCEがリリースされたが、i860は2つに減らされたが,50Mhz版のi860にアップグレードされ、さらにそれぞれのi860にディスクリートの256KB 2次キャッシュが搭載された。これは劇的な高速化をもたらし、ボードあたりの性能がSCEの2倍に迫るものであった。
同じく1990年、アライアントは Raster Technologies 社を買収した。この会社は高解像度のグラフィックス端末やサン・マイクロシステムズのワークステーション向けグラフィックスカードを製造している会社であった。その製品である GX4000 はPHIGS+ソフトウェアと特別なグラフィックス・ハードウェアから構成されていて、非常に高速にベクター描画が可能であった。三次元表示のためのZバッファも備えていた。この技術を FX/40やFX/80と統合したのが VFXであり、アライアント初の完全統合型グラフィカル・ミニスーパーコンピュータである。
アライアントの最後の製品シリーズは CAMPUS/800 である。FX/2800 によく似たマシンを「クラスターノード」とし、最大32台をクラスタースイッチで接続した超並列マシンである。全体としてメモリは4Gバイトである。ノード間接続のクラスタースイッチはレイテンシが 1μ秒でバンド幅は 1.12GB/s である。HIPPIでノード間を接続することもでき、その場合のレイテンシは 30μ秒でバンド幅は 2.56GB/s である。実際に構成された最大の CAMPUS システムは全体として 192台のクラスターノードで構成され、4.7 GFLOPSの性能を達成した。
CAMPUS/800は1991年に発表されたが、会社は相次いで財政問題に直面し、1992年に倒産した。しかしアライアントのシステムはその後何年も稼動し、非常に安定していたという。